# The Gordian Knot
The Gordian Knot è un cortometraggio muto del 1911 diretto da R.F. Baker.

## Trama
Per accudire il padre molto avanti negli anni, una giovane donna rinuncia al fidanzato. Dovrà essere proprio il padre a farla tornare sulla sua decisione: al suo capezzale, la giovane promette di tornare al fidanzato e di sposarlo.

## Produzione
Il film fu prodotto dalla Essanay Film Manufacturing Company.

## Distribuzione
Distribuito dalla General Film Company, il film - un cortometraggio di una bobina - uscì nelle sale cinematografiche USA l'11 agosto 1911.
Viene citato in Moving Picture World del 12 agosto 1911.